# 东风7D型柴油机车
东风7D型柴油机车（DF7D）是中国铁路使用的电力传动柴油机车车型之一。该型机车是为了解决东风7B型柴油机车在不同地区担当干线货运时存在的问题，尽快满足黔桂铁路及东北地区东风型柴油机车的退役和替换需要，由北京二七机车厂于1995年研制成功并投入批量生产的干线货运机车。该型机车是以东风7B型柴油机车为设计原型，动力装置为一台12V240ZJ6A型柴油机，装车功率为2,500马力（1,840千瓦），传动系统使用TQFR-3000型同步发电机和ZQDR-410型牵引电动机。根据运用地区线路与气候条件，北京二七机车厂研制了山区型和防寒型两种东风7D型机车。山区型机车采用油浴滚动摩擦式旁承，机车轴重为22吨，司机室设有空调装置。防寒型机车采用油浴滑动摩擦式旁承，机车轴重为23吨，车体采取加强防寒措施，司机室不设空调装置并加装一台暖风机。1995年7月和9月，北京二七机车厂先后试制出首台东风7D型山区型机车和防寒型机车。山区型机车配属在柳州铁路局金城江机务段、成都铁路局麻尾机务段使用，防寒型机车则配属哈尔滨铁路局加格达奇机务段、让湖路机务段、塔河机务段使用。 

## 发展历史

### 开发背景
1990年代初，位于中国西南地区的黔桂铁路正急需一种牵引性能更好的新型机车，黔桂铁路尤其金城江至麻尾区段，以弯道多、曲线半径小、坡度大而著名，最大限制坡度达到27.7‰，成为黔桂铁路最主要的瓶颈区段。在南昆铁路通车之前，黔桂铁路一直是连接贵州省和广西自治区的唯一铁路通道。从1970年代开始，黔桂铁路长期以来都以东风型柴油机车作为主力，牵引定数为1050吨，金麻区段通过限坡的速度为18公里/小时。与东风4型机车相比，东风型机车功率小、油耗大、故障率高，且即将退役而迫切需要替代车型。1989年3月至4月，北京二七机车厂派出技术人员赴中国西南地区考察，走访成都铁路局、铁道部第二勘测设计院、成都机车工厂、昆明机务段、九龙坡机务段、贵阳机务段等地，调查当时西南地区铁路的内燃牵引动力和线路特点，并了解当地东风型柴油机车的运用和维修情况。北京二七机车厂根据这次考察的结果，向铁道部总工程师、铁道部机务局、中国铁路机车车辆工业总公司提交了《关于用东风7型机车替代老东风型机车作为西南铁路调小及非电化支线用车的可行性调查报告》。
1990年至1992年，成都铁路局与柳州铁路局曾于黔桂铁路先后使用东风4型、东风10型进行双机牵引运行试验、动力学试验和线路轮轨动力参数测试，并以东风型机车的牵引重量和轮轨动力参数为参照基准进行对比分析。试验结果显示，东风4B型机车可以较大幅度提升运输能力，双机牵引1500吨～1600吨列车通过限坡，通过坡顶速度可达25公里/小时，但其三轴转向架在小曲线半径的铁路上对线路损害及机车轮缘磨耗严重。而东风10型机车则具有较佳的通过曲线性能，但机车功率和牵引力受机车粘着重量限制而未能充分发挥，而且在爬坡时也较容易发生轮对空转、坡停后的起动困难等问题。
1992年，北京二七机车厂提出以东风7B型调车机车为基础，对其转向架加以改进以适应西南山区的铁路，并获得了铁道部机务局的认同。同年12月，北京二七机车厂试制出采用山区型转向架的东风7B型3025号、3026号机车，并交付北京铁路局阳泉机务段投入运用考核。为了降低机车在小半径曲线运行时的轮轨磨耗，这两台机车的转向架旁承装置由四点支承改为两点支承，并由油浴滑动摩擦板式旁承改为油浴滚动摩擦式旁承，并采用了磨耗型踏面、降低牵引点高度、加装轮缘润滑装置、车体和转向架之间增设横向油压减震器等措施。1994年8月，铁道部机务局应柳州铁路局的请求，安排这两台机车转交柳州铁路局金城江机务段，在黔桂铁路金城江至麻尾之间进行双机重联牵引运行试验。试验结果显示，东风7B型机车的牵引、制动、起动、爬坡性能均可满足黔桂铁路的运输需要，轨道动力参数、桥梁应力参数与东风型机车相比没有显著性差异。柳州铁路局对其在黔桂铁路的表现深表满意，并于1994年9月在向铁道部呈交的《关于黔桂线东风7B型内燃机车试验情况的报告》中强烈要求，从1995年起逐步配属经过改进后的东风7B型机车。
与此同时，因应中国东北高寒地区运用需要，北京二七机车厂于1993年12月在东风7B型机车基础上，对机车局部采取了加强防寒保温的措施，试制出东风7B型3044号、3045号机车并配属哈尔滨铁路局加格达奇机务段使用，并在漠河县最低气温零下43℃的环境下进行了防寒试验。1994年，北京二七机车厂又为加格达奇机务段生产了10台东风7B型防寒机车。

### 研制过程
1994年10月，柳州铁路局派员与北京二七机车厂共商机车改良方案。由于东风7B型机车最初设计用途为调车和小运转作业，因此只在靠近车体中部的位置设有一个司机室。采用山区型转向架的东风7B型机车在黔桂铁路试用期间，便发现司机室瞭望角度未能适应干线运行的缺点，在小半径曲线线路上某些路段出现了瞭望死角。为了便于两台机车长期重联使用，运用部门亦希望机车加装重联机车仪表和信号装置，并加装连接两台机车电气和空气重联系统。而哈尔滨铁路局亦根据东风7B型防寒机车的使用经验，向北京二七机车厂提出了一些改进意见。由于东风7B型机车采用调车机车常用的外走廊式罩式车体，不便于司机在机车行驶途中间对机车内部设备的巡视。此外，东风7B型机车装用由北京二七机车厂研制的240/260系列柴油机，其零部件无法与大连机车车辆厂的240/275系列柴油机通用。 
1995年1月，铁道部机务局在北京二七机车厂召开了东风7B型机车改进方案审查会，并以《铁机函（1995）366号》文下达了东风7D型机车设计任务书，决定为黔桂铁路和东北高寒地区研制东风7D型柴油机车，并要求尽快投入批量生产以解东风型机车淘汰退役的燃眉之急。东风7D型柴油机车是东风7系列机车之中唯一一款按干线运用而设计的车型，采用单端司机室、内走廊、侧壁承载式车体，装用一台属于240/275系列产品的12V240ZJ6A型柴油机，柴油机装车功率为2500马力，并设有电气和空气重联装置。根据运用地区线路与气候条件的差异，北京二七机车厂研制了山区型和防寒型两种东风7D型机车。山区型机车采用油浴滚动摩擦式旁承，机车轴重为22吨，司机室设有空调装置。防寒型机车采用油浴滑动摩擦式旁承，机车轴重为23吨，车体采取加强防寒措施，司机室不设空调装置并加装一台暖风机。此外，由于交付时间紧迫，为缩短设计时间，东风7D型机车沿用了北京型柴油机车机车的车体外形设计，并在车头正面带有天安门的标志，成为其一大特色。

### 试验考核

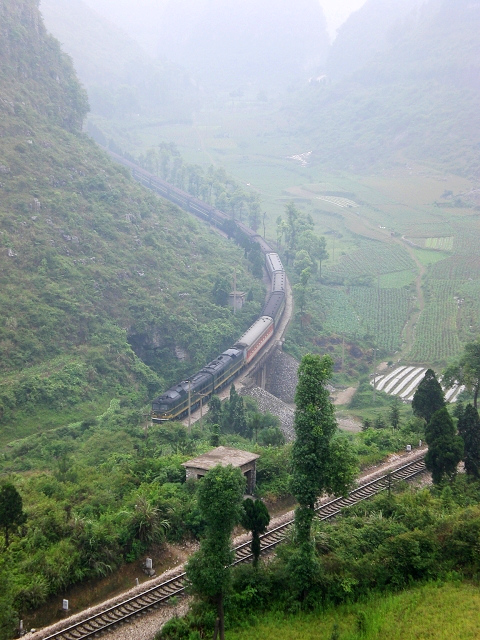
东风7D型机车重联牵引列车运行在黔桂铁路的拉易展线（回笼道）

1995年7月，北京二七机车厂试制出首台山区型机车——东风7D型0001号机车，并于同年8月9日举行了出厂仪式并交付柳州铁路局金城江机务段。1995年9月，工厂又试制出首台防寒型机车——东风7D型3001号机车。至1995年底，北京二七机车厂已生产出山区型和防寒型机车各20台并交付使用，实现“当年设计、当年试制、当年批量生产”的目标。1996年4月，由铁道部产品质量监督检验中心主持，对东风7D型0001号、0002号机车在黔桂铁路金城江至麻尾、湘桂铁路柳州至黎塘区段进行了动力学性能试验，试验分为小半径线路动力学试验、平直道动力学试验和通过小半径曲线时轮轨作用力性能测试等三个部分。同年7月至8月，东风7D型机车在铁道部科学研究院北京环行铁道进行了车体静强度试验和司机室噪声测试。1996年6月起，从新造的东风7D型0081号、0082号机车开始加装了三项行车安全设备，包括LKJ-93型列车运行监控装置、SJ-93数字化双制式机车信号、常用制动系统，而此前已出厂机车则按机务段的安排陆续加装。
1997年7月至10月，在成都铁路局、柳州铁路局、铁道部科学研究院与北京二七机车厂的共同合作下，由铁道部产品质量监督检验中心主持对东风7D型机车进行了牵引热工性能试验，选定了于1996年底出厂、配属麻尾机务段的东风7D型0101号机车作为试验对象，该机车至1997年7月中旬为止已走行超过3万公里。1997年8月3日至18日，该机车在金城江机务段进行了水电阻台定置试验；同年8月19日至30日，在麻尾机务段、贵阳南机务段、六盘水机务段、贵昆铁路梅花山站和花赖站等地进行了高原性能试验。1997年10月，东风7D型0101号机车在北京环行铁道完成牵引性能和电阻制动性能试验。

### 技术改进
由于东风7D型机车的交货时间紧迫，投入运用后不久就暴露出机车在设计、制造、运用、维护保养等各方面的质量问题，一度令北京二七机车厂的声誉受到严重影响。1996年，金城江机务段的机车共发生途中故障203件，运行途中故障率为每十万公里12.7件。1997年，麻尾机务段的机车共发生机破72件、临修385件，平均机破率为每十万公里1.4件，平均临修率为每十万公里7.5件，均高于当时中国铁路的其他机车车型。其中柴油机部分的故障较多，其次为电气系统部分，主要故障包括柴油机增压器故障、柴油机排气管垫漏、静液压系统泄漏、电子恒功率系统故障、制动管路存在污垢、车体漏雨等。为了尽快改善机车生产品质和可靠性，工厂派员走访配属东风7D型机车的四个机务段，了解用户的意见和改进建议后，列出十项技术改进和质量攻关课题，对机车进行全面质量整改。1997年，针对东风7D型机车的诸多质量问题，柳州铁路局决定与北京二七机车厂共同出资514万元人民币（北京二七机车厂出资514万元人民币，柳州铁路局出资136万元人民币）对该型机车进行简易中修。到了1998年，东风7D型机车的运行状况始逐步改善。
同时，为了改善柴油机燃烧质量、减少增压器故障，北京二七机车厂于1996年10月下旬决定研制采用定压增压系统的12V240ZJ6C型柴油机。该型柴油机除改为使用ZN248型增压器外，其他部分均与采用脉冲增压的12V240ZJ6A型柴油机相同。1997年10月，第一台装用12V240ZJ6C型柴油机的东风7D型0125号机车落成出厂。1997年11月，该机车在大连内燃机车研究所机车定置试验台进行了牵引热工性能试验。
此外，由于东北地区部分铁路支线运量较小，通常采用单台机车牵引已能满足需要；而东风7D型机车原设计为重联运用的单端司机室机车，当单机运用时给机车乘务员造成不便。根据齐齐哈尔铁路分局的要求，北京二七机车厂于1997年研制了设有双端司机室的防寒型机车。1997年至1999年，北京二七机车厂为哈尔滨铁路局生产了共22台双司机室机车。

### 运用历史

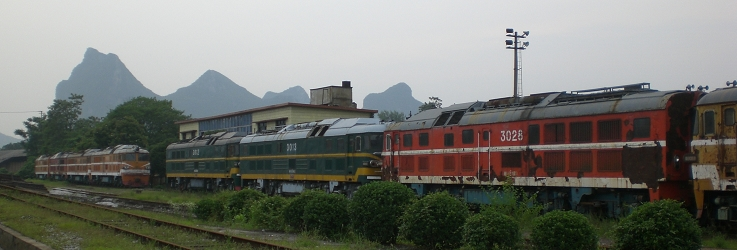
停放在桂林北折返段的防寒型机车（2008年）

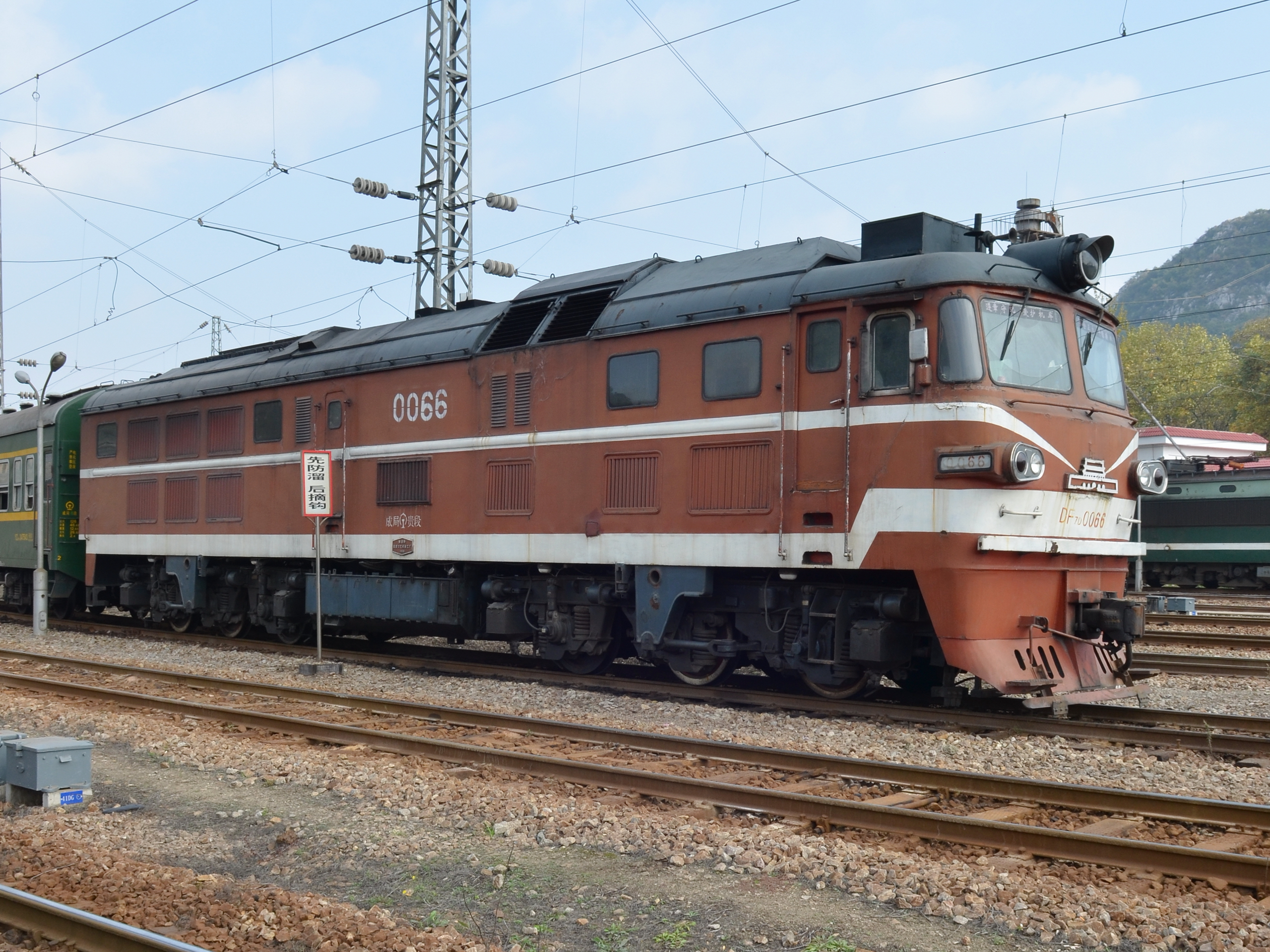
贵阳机务段的东风7D型0066号机车牵引通勤列车（2011年）

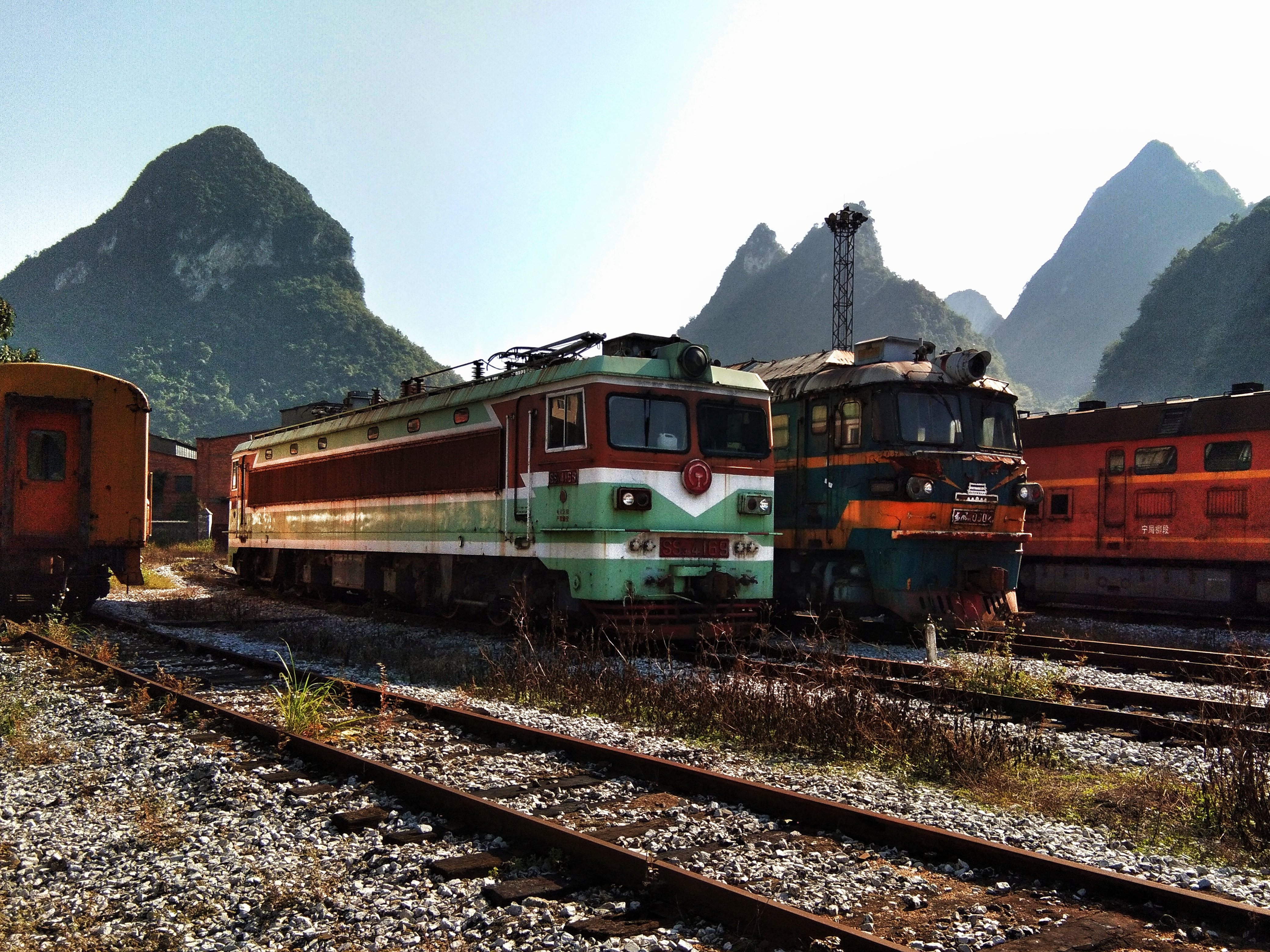
东风7D型0002号机车（右）停放于金城江运用车间（2017年）

至1999年停产为止，北京二七机车厂累计生产了150台东风7D型山区型机车（0001～0150）、64台东风7D型防寒型机车（3001～3064）。山区型机车于1995年交付4台、1996年交付46台、1997年交付80台，分别配属柳州铁路局金城江机务段、成都铁路局麻尾机务段。防寒型机车于1995年至1999年间交付哈尔滨铁路局运用，其中单司机室机车42台（3001~3042）、双司机室机车22台（3043~3064）。柳州铁路局金城江机务段的山区型机车采用绿色涂装，而成都铁路局麻尾机务段的山区型机车和哈尔滨铁路局的防寒型机车均采用橘红色涂装。

#### 哈尔滨铁路局
哈尔滨铁路局东风7D型防寒型机车曾先后配属让湖路机务段、加格达奇机务段、塔河机务段、伊图里河机务段、海拉尔机务段等地，替代日渐老化的前进型蒸汽机车和东风型柴油机车，并投入滨洲铁路、富西铁路、牙林铁路、伊加铁路、林碧铁路、朝乌铁路、塔韩铁路等干支线运用。1995年10月，首批5台东风7D型防寒机车（3001~3005）到达哈尔滨铁路局齐齐哈尔分局让湖路机务段，10月31日首次投入运用，11月2日正式编入运行图，标志着让湖路机务段由蒸汽机车牵引开始向内燃机车牵引过渡。1995年12月，15台防寒型机车交付齐齐哈尔铁路分局加格达奇机务段，替换该段原来已使用逾二十年的东风型柴油机车，部分东风型机车陆续调往南岔机务段。1996年，10台新造的东风7D型机车交付加格达奇机务段，至同年底该段配属了25台东风7D型机车。1997年10月，齐齐哈尔齐铁分局塔河机务段配属10台东风7D型防寒机车；同年，让湖路机务段的东风7D型机车全部调往伊图里河机务段。1998年，塔河机务段增配10台新造的东风7D型机车，该段原配属的东风型机车全部调往南岔机务段。2001年，由于伊图里河机务段配属的东风型机车已到报废年限，哈尔滨铁路局将30台东风7D型机车调拨到该段。2002年，伊图里河机务段再度增配从加格达奇、塔河调拨过来的机车，至同年底已配属东风7D型机车共41台，其中单司机室机车21台、双司机室机车20台。
2003年，哈尔滨铁路局撤销了让湖路、哈尔滨南、绥化、北安机务段，将其合併到哈尔滨机务段。2004年，哈尔滨铁路局实施生产力布局调整，伊图里河机务段并入海拉尔机务段。自2004年6月起，哈尔滨铁路局实施延长机车交路和提升牵引定数，东风7D型机车的使用范围逐步缩减。2005年至2006年，哈尔滨铁路局逐步淘汰东风7D型防寒型机车，代之以经过防寒改造的东风4B型机车，仅留下部分状态较佳的双司机室机车作为调车和小运转机车使用。同时，为了缓解柳州机务段运力不足的局面，哈尔滨铁路局向柳州铁路局调出共35台防寒型机车（3001~3009、3011~3014、3017~3033、3035~3038、3040），全部均为早期生产的单司机室机车，余下的机车则被封存于加格达奇、塔河、伊图里河等地。2006年3月，哈尔滨铁路局撤销了原齐齐哈尔机务段，将客运机务部分并入三棵树机务段，货运及调小部分划归原昂昂溪机务段，同时又将海拉尔机务段、满洲里机务段、加格达奇机务段合併到原昂昂溪机务段，合併完成后原昂昂溪机务段改称齐齐哈尔机务段。至此，哈尔滨铁路局的所有东风7D型机车均配属齐齐哈尔机务段。至2010年代初，哈尔滨铁路局的大部分东风7D型机车均已报废拆解。东风7D型3047号机车后来被改造为采用单司机室、外走廊罩式车体的东风7C型调车机车，机车编号变更为DF7C型4047号。

#### 成都铁路局
1996年7月1日，首批4台东风7D型山区型机车（0025~0028）配属成都铁路局贵阳铁路分局麻尾机务段，至同年底共实际到段运用22台（计划配属46台），逐步淘汰东风型机车并担当黔桂铁路麻尾至贵定间的牵引任务，牵引定数由原来1050吨提高至1,250吨。 1997年，麻尾机务段增配东风7D型机车34台，至同年底共配属80台（0025~0028、0063~0128、0131~0140）。2006年3月20日，成都铁路局撤销贵阳铁路分局，原贵阳铁路分局管辖的站段全部交由成都铁路局直接管辖；同时，撤销麻尾机务段并划归贵阳机务段管理，原属麻尾机务段的东风7D型机车改配属贵阳机务段都匀运用车间。2006年底，贵阳机务段都匀运用车间配属东风7D型机车共78台。2008年春运期间，贵州、湖南等地因遇上大范围凝冻灾害，造成电气化铁路高压接触网结冰、电网输电线垮塌，铁路供电中断、电力机车无法运行；为了疏通沪昆铁路怀化至贵阳区段（原湘黔铁路），成都铁路局紧急调集了一批东风7D型机车，投入沪昆铁路摆渡运行。
历时3年的黔桂铁路改造扩能工程于2008年12月完工，全线电气化的黔桂铁路新线于2009年1月10日正式开通运营。随着黔桂铁路上的列车开始改用韶山1型、韶山3型电力机车牵引，东风7D型机车也完成了其在黔桂铁路的使命，贵阳机务段都匀运用车间随之撤销，固定设备就地废弃。成都铁路局的70余台东风7D型机车，除其中4台（0095、0097、0136、0138）转配成都机务段并执行广巴铁路（广元南—普济）支线的小运转任务，其余机车均分布于贵阳机务段各运用车间，包括六盘水、遵义、贵阳等地，担当水大铁路（六盘水—大湾）、湖林铁路（湖潮—林歹）、开阳铁路（小寨坝—中心）等非电气化支线的调车及小运转任务，同时作为冻雨天气时的应急储备机车。成都铁路局的东风7D型机车于2013年至2014年间陆续退役报废。

#### 柳州铁路局／南宁铁路局
1995年8月，首批4台东风7D型山区型机车配属柳州铁路局金城江机务段，至同年底已配属共20台，担当黔桂铁路金城江至麻尾间客货列车的牵引任务。1996年4月30日起，东风7D型机车在金城江至麻尾间的牵引定数（双机重联）由1,050吨提高到1,250吨；同年底，金城江机务段配属共58台东风7D型机车。1997年至1999年，金城江机务段继续增配新造的东风7D型机车，至1999年底数量已达到70台（0001~0024、0029~0062、0129~0130、0141~0150）。随着铁路局生产力布局调整的体制改革，柳州铁路局于2003年11月撤销了金城江机务段，原建制并入柳州机务段，原属金城江机务段的机车均改属柳州机务段金城江运用车间。2005年至2006年间，柳州机务段接收了从哈尔滨铁路局转配的东风7D型防寒型机车共35台（3001~3009、3011~3014、3017~3033、3035~3038、3040），全部均为早期生产的单司机室机车。至2006年底，柳州机务段配属东风7D型机车共104台。转配到柳州机务段的部分防寒型机车曾经投入黔桂铁路、焦柳铁路运用，但由于这批机车因缺乏维护而状态欠佳，而且防寒型机车并不适应南方的山区线路和气候条件，同时柳州机务段也增配了东风4B型、东风4D型货运机车，因此这些防寒型机车转配柳州后不久就被封存于桂林北折返段。
2009年1月，全线电气化的黔桂铁路新线开通运营。南宁铁路局（柳州铁路局已于2007年11月更名为南宁铁路局）的所有东风7D型机车均被封存于柳州机务段金城江运用车间和桂林运用车间两地。2012年12月，柳州机务段依据铁道部电令将39台东风7D型机车报废拆解，其中山区型14台、防寒型25台。余下的机车亦在2013年至2017年间全部报废拆解，其中最后被拆解的是东风7D型0002号、0004号机车。2017年9月，南宁铁路局通过中国铁路采购网在网上发布了报废机车招标公告，将两台已经拆除机车大线、冷却单节、电气柜接线柱、接触器等部件的东风7D型0002号、0004号机车按68万元人民币底价出售。2017年11月，该两台机车在金城江机务段拆解。

## 技术特点

### 总体布置

#### 基本结构

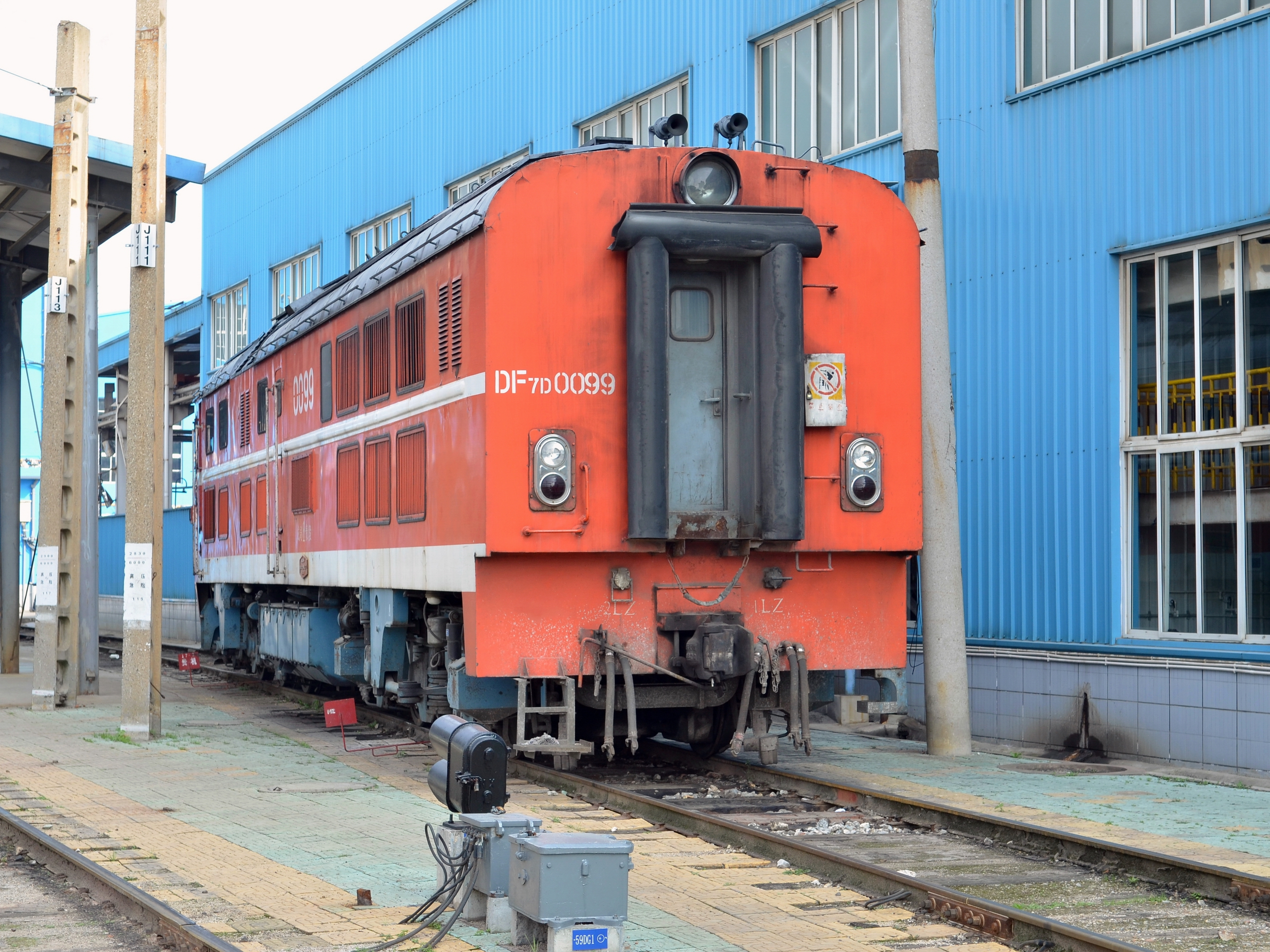
东风7D型机车尾部重联端

东风7D型柴油机车是干线货运用的六轴柴油机车，机车标称功率为2,040马力（1,500千瓦），构造速度为100公里/小时。山区型机车的运转整备重量为132吨，轴重为22吨；防寒型机车上设有压铁，运转整备重量为138吨，轴重为23吨。机车采用内走廊式、全钢焊接结构的框架式侧墙承载车体，车体由左右侧壁、底架、内部隔墙、后端墙、司机室等部分焊接在一起，车体钢结构采用Q235A低合金钢材。东风7D型机车分为单端司机室和双端司机室两种类型。单端司机室机车的车体底架长度为18,120毫米，车钩中心线间距为18,800毫米（换长为1.7），车体宽度为3,278毫米，车体高度为4,760毫米；机车设有电气和空气重联装置，尾部设有通过台和橡胶风挡，当重联牵引时两台机车尾部对接联挂，从任何一台机车司机室均可同时操纵两台机车。双端司机室机车的车体底架延长为20,200毫米，车钩中心线间距延长为20,880毫米（换长为1.8），在原来通过台的位置增加一个司机室，并取消了电气和空气重联装置。车体底架两端装有13号上作用车钩、牵引缓冲装置和排障器。车体底架下部两台转向架之间吊挂着一个容量为5,400升的燃油箱，燃油箱左右两侧设有铅酸蓄电池组。

#### 设备布置

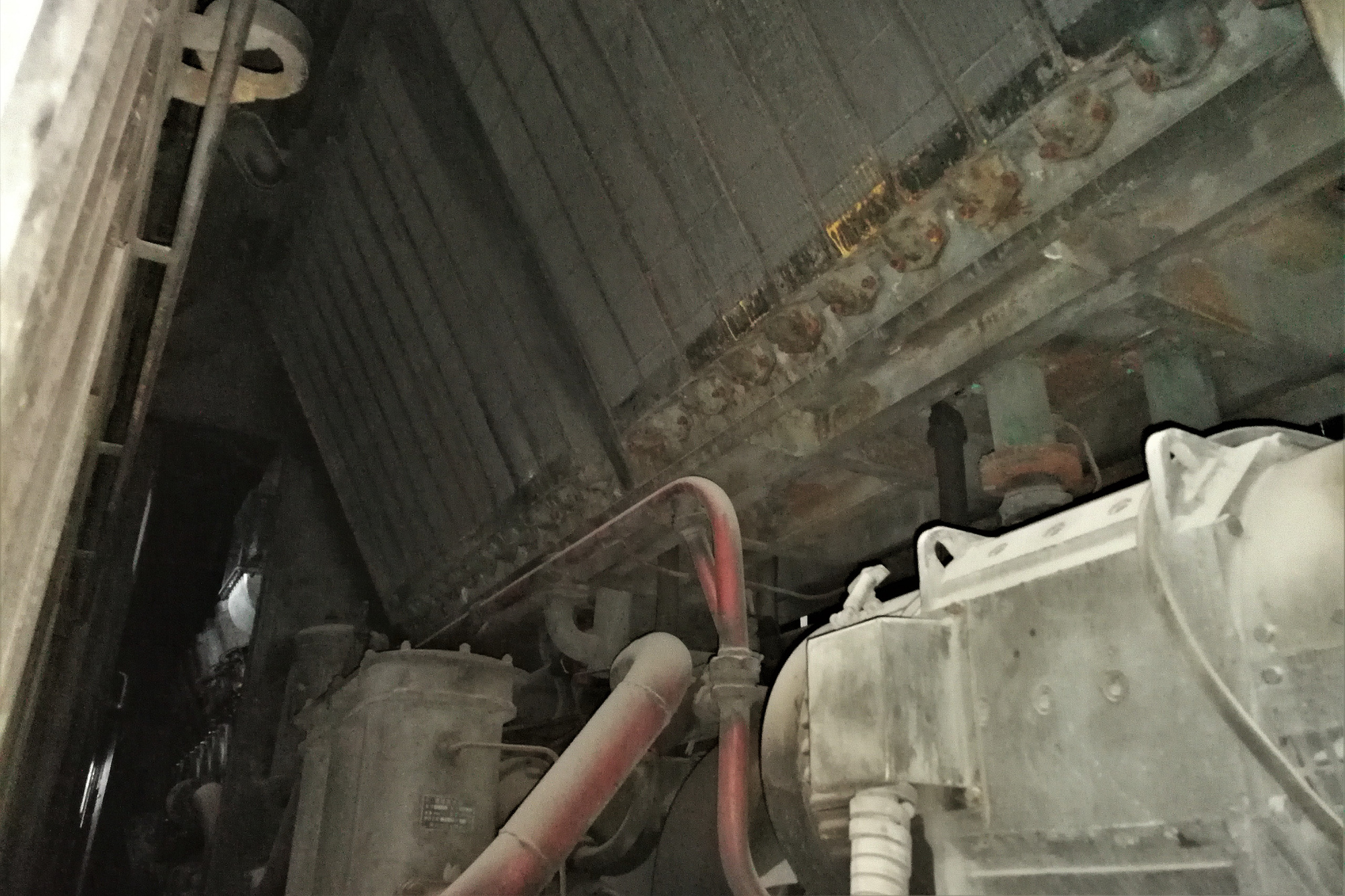
冷却室内部

机车车体从前到后依次为司机室、电气室、动力室、冷却室、第二司机室（双端司机室机车），其中电气室、动力室和冷却室顶部均设计成活动顶盖，以便拆装车内部件。在司机室内机车运行方向的左侧，包含主控制器、换向手柄、各种操纵按钮、空气制动阀、仪表和信号显示装置等设备的司机操纵台，右侧设有副司机座席、重联机车仪表、重联机车信号显示器、重联有线电话等，司机室后壁设有手制动装置手柄，山区型机车并为司机室装有空调装置，防寒型机车则额外加装一台暖风机。电气室内设有整流柜和辅助电器柜，其中包括了电子恒功率励磁装置、电阻制动控制箱、空调逆变器、行车安全装置等，顶部设置了两台制动电阻柜，在其下方设有起动变速箱；起动变速箱通过万向轴与主发电机输出端连接，并通过该变速箱驱动励磁机、起动发电机、前转向架牵引电动机通风机。
位于机车中部的动力室安装了一套柴油发电机组，并设有空气滤清器、燃油滤清器、燃油输送泵、膨胀水箱、预热锅炉等辅助设备。为了方便对动力装置的检修，机车除了在司机室设有侧门外，在动力室的两侧也设有一对侧门。冷却室设有冷却水系统和散热装置，冷却室顶部装有V形结构的铜管带式散热器，以及两个直径为1,600毫米的轴流式冷却风扇，冷却风扇由静液压马达传动。机车设有两套独立的循环冷却水系统，分别为冷却柴油机的高温冷却水系统（14个散热器单节），以及冷却增压空气、机油、静液压传动油的低温冷却水系统（26个散热器单节）。散热器下方设有静液压变速箱、后转向架牵引电动机通风机、机油热交换器、机油滤清器、空气压缩机、两个总风缸等。空气制动装置采用JZ-7型空气制动机，并配备两台NPT5型电动空气压缩机。 

### 柴油机

#### 12V240ZJ6A
东风7D型机车装用一台由北京二七机车厂制造的12V240ZJ6A型柴油机，属于240/275系列柴油机产品之一。它是在东风7C型机车所使用之12V240ZJ6型柴油机的基础上，加以强化以提升输出功率，许多零部件均与12V240ZJ6型和16V240ZJB型柴油机通用。12V240ZJ6A型柴油机是一款12气缸、四冲程、V型结构、直接喷射、废气涡轮增压、增压空气中间冷却的中速柴油机。气缸内径为240毫米，活塞行程为275毫米，气缸夹角为50°，额定转速为每分钟1,000转，最低空载转速为每分钟430转，UIC标定功率为2,700马力（2,000千瓦），装车功率为2,500马力（1,840千瓦），标定工况时的平均有效压力为1.6兆帕，燃油消耗量为154克/有效马力·小时（210克/有效千瓦·小时）。柴油机采用铸焊组合结构机体、组合式钢顶铝裙活塞、合金钢全纤维锻压曲轴、合金锻钢G型并列连杆。
增压系统采用单级废气涡轮脉冲式增压，配备两台ZN261-13E型径流式增压器和两台KLQ49-2型中冷器。排气管路亦是按照脉冲增压模式设计，以三个气缸连接一根排气管，六个气缸连接一个增压器，从而在排气管内形成240°均匀连续脉冲波，以最有效地利用脉冲能量。1999年至2004年间，柳州铁路局曾为金城江机务段的26台东风7D型机车改装ABB VTC214-13A型增压器，后因经费不足而中止。柴油机采用由步进电机驱动的无级调速联合调节器。柴油机空气滤清系统采用三级空气滤清系统，第一级为V形过滤网，第二级为旋风筒式惯性空气滤清器，第三级为纸质滤芯细滤器。柴油机由ZQF-80型起动发电机起动，其电源由110伏特直流蓄电池供给。柴油机完成起动后，起动发电机由直流串励电动机变为直流他励发电机，并通过电压调整器输出110伏直流电，作为辅助发电机使用，用来给蓄电池充电并和向辅助电路及控制电路供电。 

#### 12V240ZJ6C
在1997年制造的东风7D型0125号等四台机车，装用一台由北京二七机车厂制造的12V240ZJ6C型柴油机。该机型的特点是改为使用定压增压系统，其他部分的结构仍然和12V240ZJ6A型柴油机保持相同。增压系统采用单级废气涡轮定压式增压，两台ZN248型或ZN250-1型增压器布置在空气稳压箱的中间位置，在其两端各有一台KLQ49-2型中冷器。柴油机的标定功率为2,700马力（2,000千瓦），装车功率为2,500马力（1,840千瓦），额定转速为每分钟1,000转，最低空载转速为每分钟430转。

### 传动系统
东风7D型机车采用交—直流电传动装置，柴油机曲轴通过联轴节驱动一台交流同步发电机发出三相交流电，经由硅二极管组成的三相桥式整流装置整流为直流电后，再将电能输送给两台转向架上的六台直流牵引电动机，通过传动齿轮驱动轮对。东风7D型机车的主发电机、硅整流机组、牵引电动机、起动发电机和励磁机型号均与东风7B型柴油机车相同。

#### 牵引发电机
牵引发电机采用TQFR-3000型三相交流同步发电机，额定容量为2,985千伏安，额定电压为438／613伏特，额定电流为3,936／2,805安培，额定转速为每分钟1,100转，定子及转子绝缘等级均为F级，冷却方式为径向自通风式，主发电机净重为4,985公斤。牵引发电机的励磁电流由一台专门的励磁机（下述）供给，励磁机由柴油机通过起动变速箱驱动，其发出的交流电经励磁整流器转换为直流电后，给发电机的转子励磁绕组励磁。

#### 整流装置
牵引发电机发出的三相交流电由硅整流装置转换成直流电，整流装置是由硅二极管元件组成的三相桥式全波整流电路，采用与东风4B型柴油机车相同的GTF-4800/770型硅整流装置，由六个串联的整流桥臂组成，每一桥臂有六个并联的ZP500-20型风冷平板式整流二极管，每台整流柜共有36个二极管元件，硅整流装置的最大直流输出电压为770伏特，额定直流输出电流为2,800安培。

#### 牵引电动机
牵引电动机采用ZQDR-410型四极串励直流电动机，额定功率为410千瓦，额定电压为550伏特，额定电流为800安培，额定转速为每分钟640转，最高转速为每分钟2,365转，定子及电枢绝缘等级分别均为H级，冷却方式为强迫通风。牵引电动机采用全并联连接。为了扩大机车的恒功率速度范围，东风7D型机车在牵引电动机回路设有二级磁场削弱，磁场削弱系数为60%、43%。

#### 电阻制动装置
东风7D型机车上设有电阻制动装置。在电阻制动工况时，牵引电动机变为他励直流发电机工作，六个激磁绕组全部串联并由牵引发电机经硅整流柜供电，牵引电动机发出的电流输入到两台制动电阻柜，将电能通过电阻器转化为热能消耗掉，机车轮周制动持续功率可达3,120马力（2,300千瓦）。

### 控制系统
东风7D型柴油机车的励磁控制系统与东风7B型机车相同，由电子恒功率调节器和功调电阻励磁调节装置构成。
功调电阻励磁调节装置采用由联合调节器伺服油压马达带动变阻器的方式。牵引发电机的励磁电流是由励磁机发出的交流电经励磁整流柜整流后供给，而励磁机的励磁电流则是由柴油机经启动变速箱驱动的测速发电机供电。测速发电机的励磁电流由110伏辅助电源提供，并经过功率调节电阻和励磁调节器控制。功率调节电阻的滑动触点由联合调节器上的功率伺服油压马达带动，它根据柴油机工作状况（欠载或过载）自动地调节可变电阻器的阻值，从而改变测速发电机的励磁电流，并经测速发电机和励磁机二级放大后，间接地改变了牵引发电机的输出功率。 
电子恒功率调节器采用闭环特性控制牵引发电机和柴油机的功率，以柴油机在各手柄挡位下的转速作为牵引发电机的功率给定信号，并采用霍尔传感器作为牵引发电机的电压、电流和功率信号检测器；由运算放大器组成的比例积分调节器（PI）对给定信号和检测信号进行比较后输出一个调整信号电压，而电压—频率变换器（VFC）和脉宽调制的晶闸管斩波器则作为执行元件，用来改变励磁机的励磁电流，继而调节牵引发电机的输出功率。
由于功调电阻励磁调节装置的设计特性，只有柴油机转速每分钟700转以上才能对牵引发电机进行恒功调节，故此机车在柴油机低档位（低转速）时使用电子恒功率调节，当柴油机转速达到每分钟700转以上时才将功调电阻励磁调节接入，借助于联合调节器对功调电阻的调节信号来实现机车辅助功率的转移。两者共同进行牵引工况时的恒功率控制，弥补了联合调节器功调电阻励磁系统反应时间长、动态性能差的缺陷，并可自动控制机车起动电流增长率和恒制动功率。

### 转向架

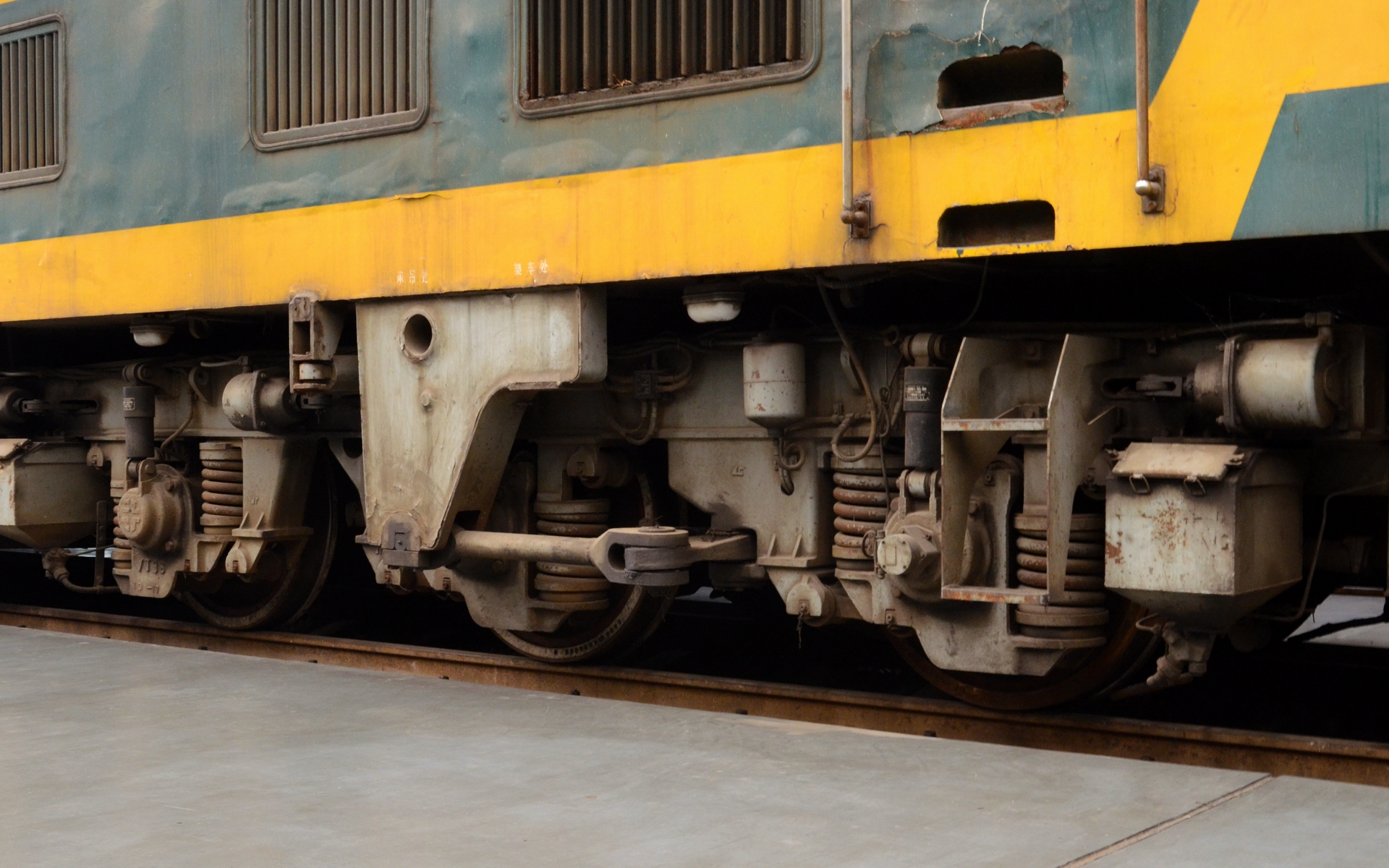
山区型机车转向架

机车轴式为Co-Co，走行部为两台相同的无导框式三轴转向架。山区型和防寒型机车分别采用不同形式的旁承装置，但转向架主要结构方面两者均基本相同。转向架采用钢板组焊成封闭式箱形结构的“目”字形构架。轮对轴箱采用滚柱轴承和拉杆式弹性定位装置，轴箱通过装有橡胶关节元件的上、下轴箱拉杆与构架相连接，实现轴箱相对于构架的横向和纵向定位。山区型机车采用两点支承的油浴滚动摩擦式旁承，防寒型机车则采用四点支承的油浴滑动摩擦板式旁承。车体全部重量通过四个（山区型）或八个（防寒型）旁承由两台转向架支承，转向架与车体间还设有缓冲侧挡装置。
弹簧悬挂装置分为一系和二系悬挂两部分。一系悬挂采用独立悬挂形式，包括轴箱与构架之间的轴箱圆弹簧，以及用于衰减吸收来自轨道高频振动的橡胶垫，以及在1、3、4、6轴装有并列的液压减震器。二系悬挂为转向架构架与车体之间的旁承橡胶堆，一系及二系悬挂静挠度分别为90+3毫米和6毫米。山区型机车还在转向架构架与车体之间装有横向油压减震器。牵引力和制动力通过低位平行四杆牵引杆机构传递，牵引点至轨面距离490毫米。
牵引电动机采用单侧齿轮传动的轴悬式驱动方式（滑动抱轴承式半悬挂）。全部牵引电动机采用顺置排列方式，即牵引电动机都放在车轴的同一侧，可以有效地减少轴重转移的幅度，牵引齿轮传动比为4.5（63：14）。基础制动方式为带闸瓦间隙自动调节器、低磨合成闸瓦的单侧单闸瓦踏面制动，每个车轮各有一套制动装置，当机车施行制动时制动缸从空气制动机获得压缩空气，并通过杠杆机构使闸瓦抱轮产生制动作用。停放制动为手制动装置。机车第一、六位轮对并设有轮缘润滑装置。

## 重大事故
- 2000年8月9日上午10时52分，成都铁路局麻尾机务段的东风7D型0100、0069号机车，双机牵引2410次货物列车经由黔桂铁路运行。当列车行驶至黔桂铁路打羊至筹洞间K359+13.087处时，因都匀工务段学庄领工区违章施工，在进行更换轨撑垫板作业时未及时安装轨道紧固件，造成列车经过该处挤开钢轨，致使2台机车及机后1至9位车辆脱轨，第10位车辆其中一个轮对脱轨。事故造成机车小破2台，车辆中破7辆、小破3辆；线路损坏180米；直接经济损失126.3万元人民币，中断行车23小时48分，构成货物列车脱轨重大事故[15]。
- 2000年11月16日凌晨4时55分，柳州铁路局金城江机务段的两台东风7D型机车，重联牵引由北海开往成都的K143次旅客列车经由黔桂铁路运行。当列车运行至南丹县境内黔桂线K263+276处时，铁路突然被爆炸装置炸毁，列车下右侧钢轨被炸断，本务列车燃油箱被炸穿并泄漏了五吨燃油，并导致机车后一节行李车、三节硬座车厢脱轨，中断行车8小时33分钟。2001年3月，铁路警方抓获6名犯罪嫌疑人，同年9月柳州铁路运输中级法院作出一审宣判，6名案犯分别被判处死缓、无期徒刑等。但一审判决后，6名被告人及其家属不停上访，称被公安机关刑讯逼供，广西高级法院于2008年以“犯罪证据不足”发回重审[16]。
- 2008年3月16日下午1时32分，成都铁路局贵阳机务段的东风7D型0028号（本务）、0083号机车（补机），双机牵引24029次直通货物列车经由黔桂铁路运行。当列车以21公里/小时的速度运行至黔桂铁路墨冲站通过时，本务机车因第三轮对裂断而脱轨，下午3时30分恢复行车，构成列车脱轨一般C类事故。原因是成都机务段为该机车中修时，没有对机车轮对各部位进行全面检查和探伤，导致该机车第三轮对在运行中产生裂纹，逐渐发展成圆周形贯穿性裂断。
- 2008年4月14日清晨5时01分，柳州铁路局柳州机务段的东风7D型0030号（本务）、0130号机车（补机），担当51088次单机经由黔桂铁路由加必屯开往六甲。清晨5时10分，当机车行驶至黔桂线K182+575处时，司机听到机车走行部有异音于是立即使用非常制动停车，机车行驶至K182+380处停下。司机下车检查后发现本务机车与重联机车分类，重联机车前转向架三个轮对脱轨。事故造成东风7D型0130号机车小破，损伤钢筋混凝土轨枕357根、钢轨2根，中断行车1小时50分，构成铁路交通一般C类事故。事故原因为柳州工务段对线路保养不力，事发路段出现钢轨折断。

## 机车命名
| 机车编号  | 机车命名     | 所属铁路局   | 所属机务段                    | 状态       |
| --------- | ------------ | ------------ | ----------------------------- | ---------- |
| DF7D-3055 | 中国青年号   | 哈尔滨铁路局 | 加格达奇机务段→齐齐哈尔机务段 | 已报废拆解 |
| DF7D-3058 | 民兵号       | 哈尔滨铁路局 | 加格达奇机务段→齐齐哈尔机务段 | 已报废拆解 |
| DF7D-0077 | 标准示范机车 | 成都铁路局   | 麻尾机务段→贵阳机务段         | 已报废拆解 |
| DF7D-0120 | 标准示范机车 | 成都铁路局   | 麻尾机务段→贵阳机务段         | 已报废拆解 |
| DF7D-0140 | 标准示范机车 | 成都铁路局   | 麻尾机务段→贵阳机务段         | 已报废拆解 |

## 车辆保存

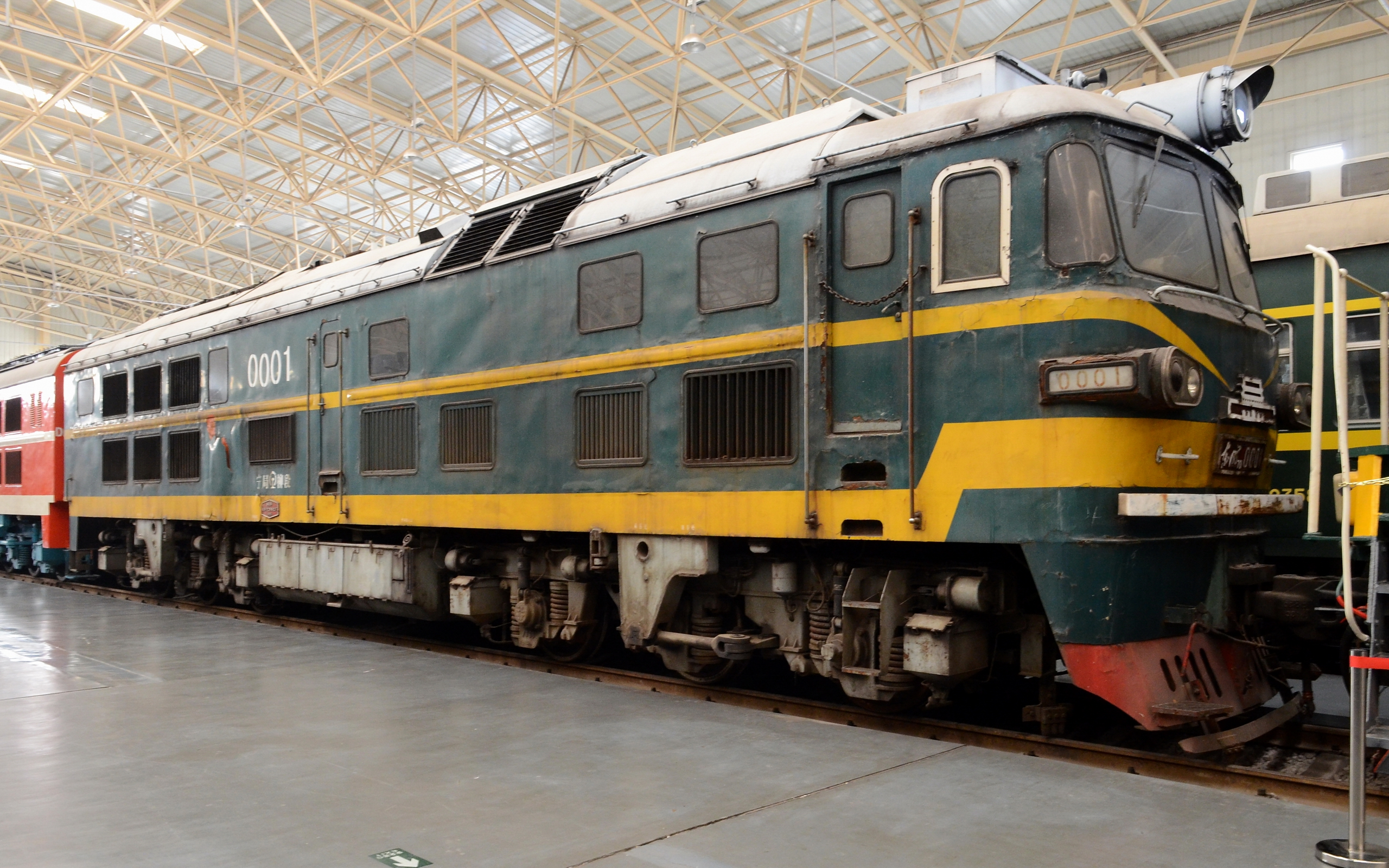
中国铁道博物馆收藏的东风7D型0001号机车

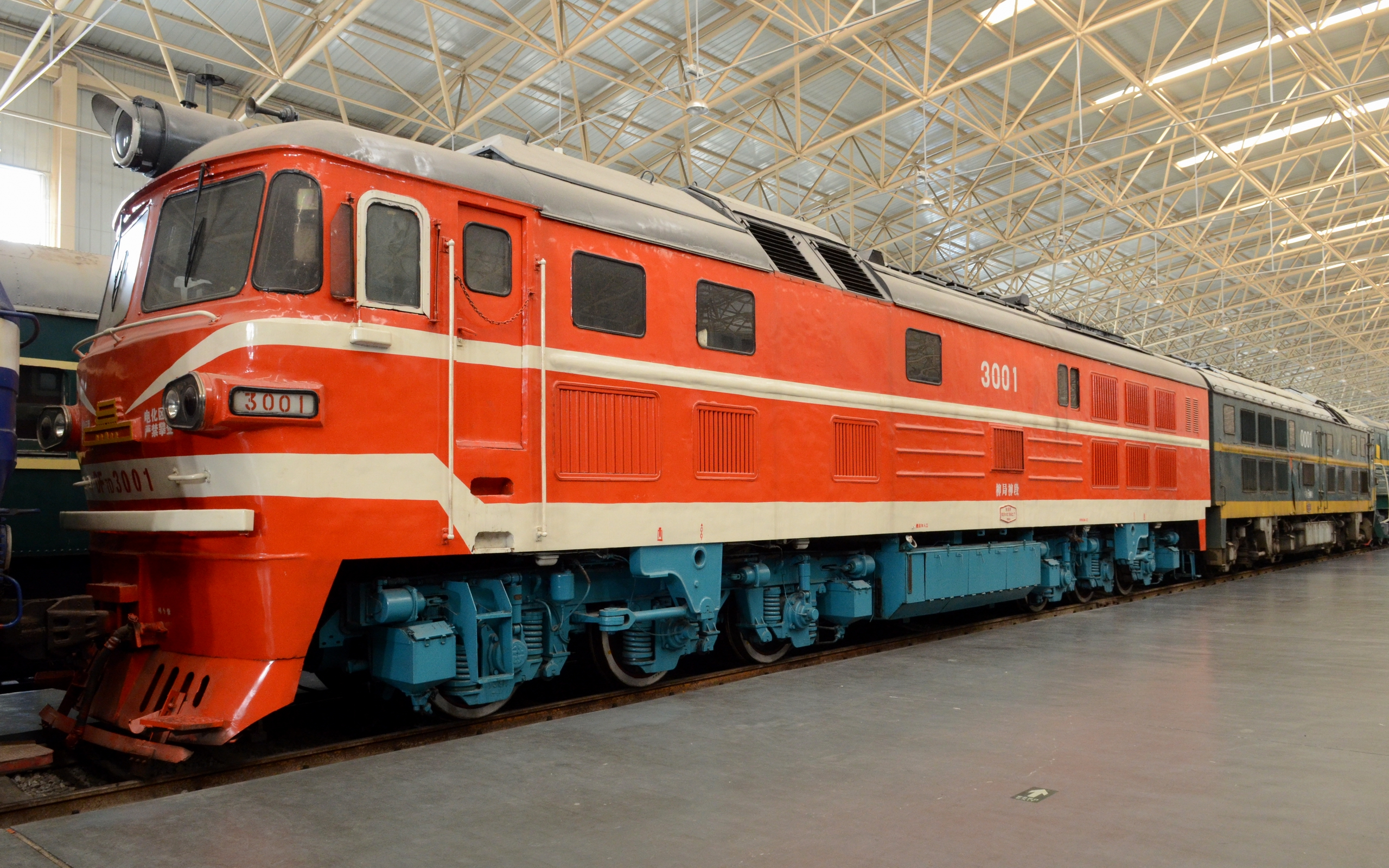
中国铁道博物馆收藏的东风7D型3001号机车

- 东风7D型0001号机车：由北京二七机车厂于1995年生产的首台山区型机车，同年8月出厂并配属柳州铁路局金城江机务段运用。2003年11月，转配柳州铁路局柳州机务段金城江运用车间。2007年11月，因柳州铁路局更名而变更为南宁铁路局柳州机务段金城江运用车间。2010年8月，正式退役并经过外观整修后，移交中国铁道博物馆永久收藏作静态展示。该机车出厂时采用与防寒型机车相同的橘黄色配白色线条涂装，后来厂修时改为绿色配黄色线条涂装直至退役。
- 东风7D型3001号机车：由北京二七机车厂于1995年生产的首台防寒型机车，同年10月出厂并配属哈尔滨铁路局加格达奇机务段。2003年11月，转配至哈尔滨铁路局昂昂溪机务段。2005年5月，转配至柳州铁路局柳州机务段。2007年11月，因柳州铁路局更名而变更为南宁铁路局柳州机务段桂林运用车间。2010年8月，正式退役并经过外观整修后，移交中国铁道博物馆永久收藏作静态展示。

## 参看
- 东风7型柴油机车
- 东风7B型柴油机车
- 东风7C型柴油机车
- 东风10型柴油机车